# Ночь напролёт
«Ночь напролёт» (англ. A Night Out, другие названия — Champagne Charlie / Charlie’s Drunken Daze / Charlie’s Night Out / His Night Out) — немой короткометражный фильм Чарли Чаплина, выпущенный 15 февраля 1915 года. Первая роль в кино Эдны Пёрвиэнс, которая после этого фильма вошла в команду любимых актёров Чаплина. Она работала с ним до 1923 года, а также поддерживала романтические отношения до 1918 года.

## Сюжет
Гуляка с другом являются в ресторан уже в изрядном подпитии. Они вступают в конфликт с сидящим за соседним столиком денди, и вскоре метрдотель вышвыривает их из заведения. Вернувшись в свою гостиницу, они встречают девушку, и гуляка решает приударить за ней. Однако она оказывается женой того самого метрдотеля. Гуляка вынужден ретироваться и переселиться в другую гостиницу. Вскоре метрдотель с женой решают, что гостиница им не нравится, и отправляются в другую — как раз в ту, где остановился выпивший гуляка…

## В ролях
- Чарли Чаплин — гуляка
- Бен Тёрпин — друг гуляки
- Бад Джемисон — метрдотель
- Эдна Пёрвиэнс — жена метрдотеля
- Лео Уайт — денди / клерк в первой гостинице
- Фред Гудвинс — клерк во второй гостинице